# Gesengan
Gesengan is een bestuurslaag in het regentschap Pati van de provincie Midden-Java, Indonesië. Gesengan telt 3075 inwoners (volkstelling 2010).